# 亚鱼乡
亚鱼乡，是中华人民共和国贵州省铜仁市玉屏侗族自治县下辖的一个乡镇级行政单位。

## 行政区划
亚鱼乡下辖以下地区：
亚鱼村、郭家湾村、瓮袍村和沙子坳村。